# Judenstern

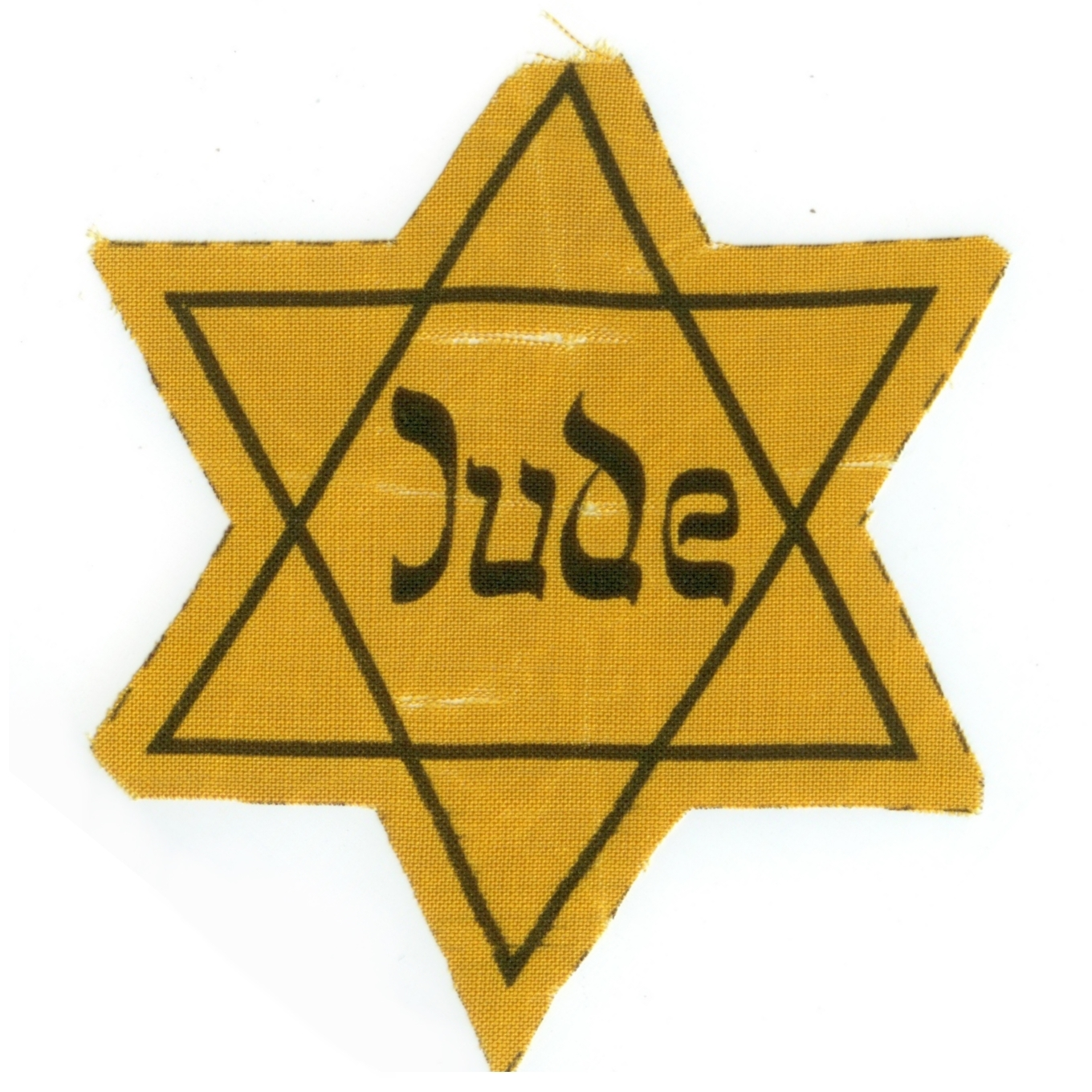
Der Judenstern.

Der Judenstern (umgangssprachlich auch „Gelber Stern“) war ein vom nationalsozialistischen Regime am 19. September 1941 durch Polizeiverordnung für das Gebiet des Deutschen Reichs und des Protektorats Böhmen und Mähren eingeführtes öffentliches Zwangskennzeichen für Personen, die nach den Nürnberger Gesetzen von 1935 als Juden galten.
Das von Reichspropagandaminister Joseph Goebbels entworfene handtellergroße Abzeichen besteht aus gelbem Stoff in Form eines sechszackigen Sterns. Der schwarze Aufdruck zeigt einen Davidstern mit der Inschrift „Jude“, deren geschwungene Buchstaben die hebräische Schrift verhöhnen sollen. Das Stoffabzeichen war sichtbar auf der linken Brustseite des Kleidungsstücks fest aufgenäht zu tragen.
Zuvor waren ähnliche Zwangskennzeichen für Juden bereits in den von Deutschland besetzten Gebieten eingeführt worden, so bereits ab Ende Oktober 1939 im besetzten Polen (gelber Winkel bzw. Stern, Armbinde mit blauem Davidstern auf weißem Untergrund). In den besetzten Gebieten wich die Ausführung und Trageweise des Judensterns ab; so konnte beispielsweise der Aufdruck der Landessprache angepasst sein (z. B. niederländisch Jood, französisch Juif usw.) oder ganz fehlen.

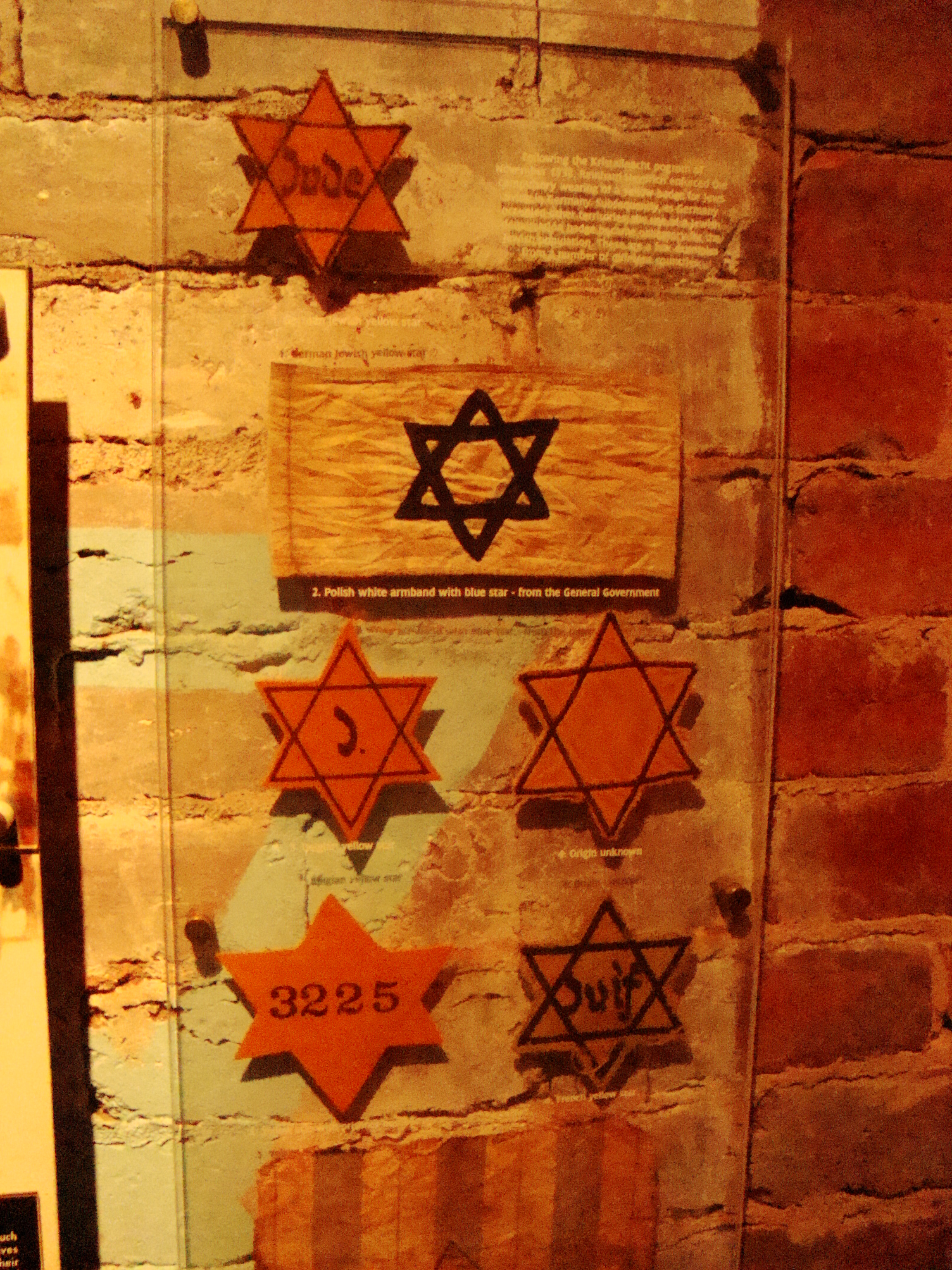
Verschiedene Ausführungen des Zwangskennzeichens.

Seine Einführung setzte die 1933 im NS-Staat begonnene soziale Ausgrenzung, Diskriminierung und Demütigung der europäischen Juden fort. Mit dem Zwangskennzeichen ließen sich die Träger leichter für die damals beginnenden planmäßigen Judendeportationen in die von den Nationalsozialisten eingerichteten Ghettos, Konzentrationslager und Vernichtungslager in Europa auffinden. Das Abzeichen war somit eine öffentlich sichtbare Maßnahme zur Durchführung des Holocausts.

## Historischer Hintergrund

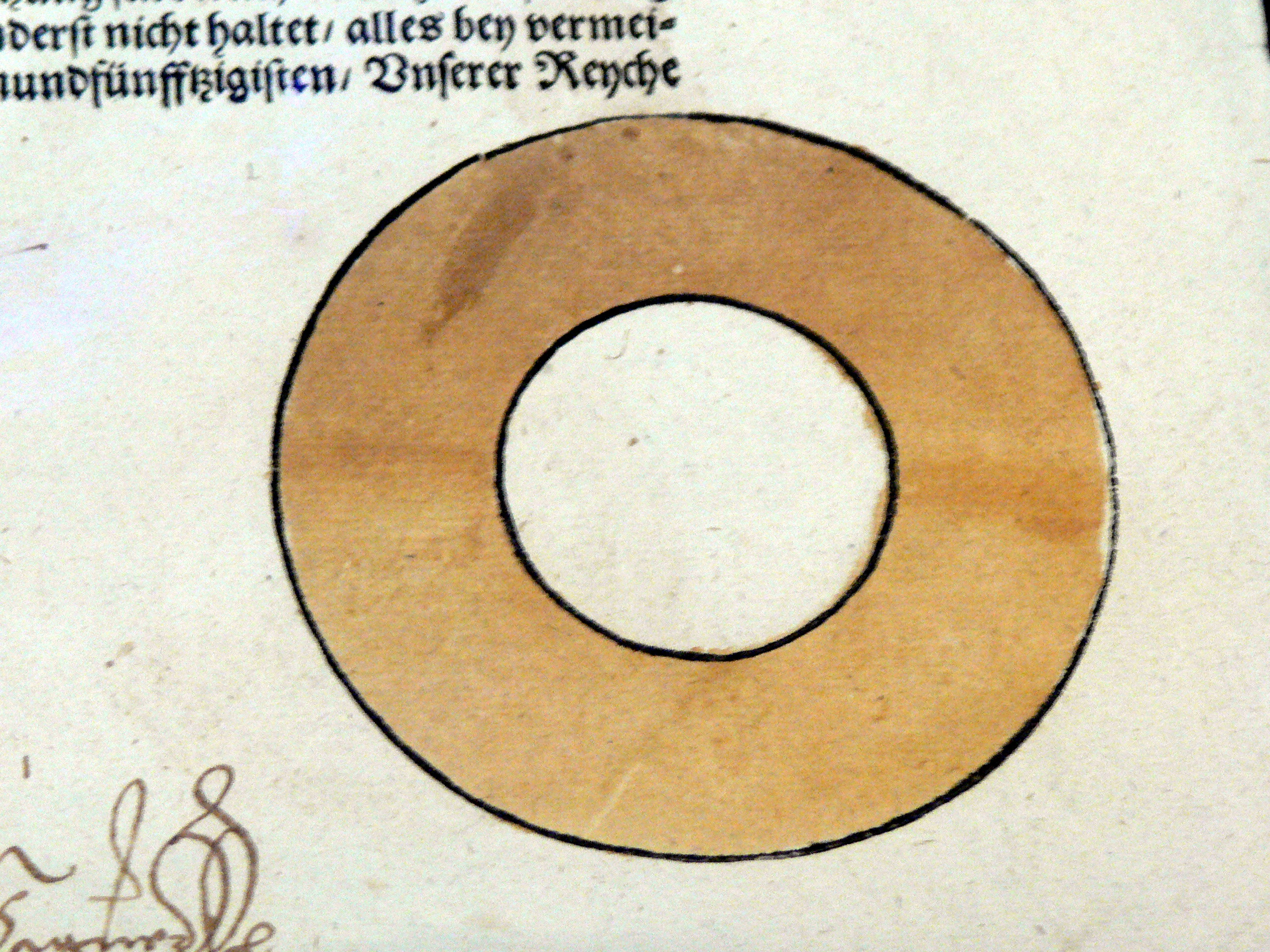
Gelber Ring laut Judenpatent König Ferdinands I., 1551

Besondere Kleiderordnungen für andersgläubige Minderheiten, nämlich Juden und Christen, waren 634 erstmals im Kalifat des arabischen Großreichs gefordert und eingeführt worden. In einzelnen Regionen Europas mussten Juden zur Unterscheidung von Christen ab dem 11. Jahrhundert besondere, meist gelbe, Kleidungskennzeichen tragen (1067 Prag, 1097 Regensburg). 1215 beschloss das Vierte Laterankonzil, dass Juden und „Sarazenen“ (Muslime, Araber) künftig überall in Europa ein besonderes, von der Tracht der Christen abweichendes Gewand zu tragen hätten, um Mischehen zu verhindern. Die konkrete Ausführung dieser ausgrenzenden Maßnahme überließ die Kirche den Landesherrschern. In vielen Regionen und Städten Europas wurden in den folgenden Jahrzehnten und Jahrhunderten verschiedene Kennzeichen für Juden eingeführt, etwa gelbe, blaue oder rote „Judenhüte“ und weiße, gelbe oder rote Stoffaufnäher auf Obergewändern. In Portugal sollte dieser Aufnäher seit 1492 die Form eines sechseckigen Sterns haben. Der seit dem 13. Jahrhundert in einigen deutschsprachigen Städten eingeführte gelbe Ring wurde ab 1530 für jüdische Männer, Frauen und Kinder aller deutschsprachigen Länder gefordert und in vielen eingeführt. 1690 schaffte Österreich, 1790 schaffte Preußen diese Judenkennzeichen wieder ab.
Im 19. Jahrhundert, als die Emanzipation der Juden begann, forderten manche deutschen Antisemiten erneut die Ausgrenzung der Juden, auch mit solchen Judenkennzeichen: so 1815 Friedrich Rühs und 1816 Jakob Friedrich Fries. Fries forderte die „Ausrottung“ der „Judenkaste“, die er von einzelnen Juden unterschied. Gemeint war ein Verbot jüdischer Religionsausübung und die Ausweisung von Juden, die nicht zum Christentum konvertieren wollten. Um diese „Pest“ zu beenden, empfahl er der Regierung unter anderem, dass man Juden „nach alter Sitte wieder ein Abzeichen in der Kleidung aufnöthigte.“
Diese Forderungen wurden damals kaum beachtet, aber später von deutschen und österreichischen Antisemiten übernommen, verschärft und öffentlich propagiert. Sie versuchten ab 1879, sie auch mit politischen Vereinen und Parteien durchzusetzen. Kleiderkennzeichen waren auch Teil des Programms einer „Endlösung der Judenfrage“, auf das sich rassistische Antisemiten im Kaiserreich bis 1914 verständigten.

## Nationalsozialistische Judenkennzeichnungen

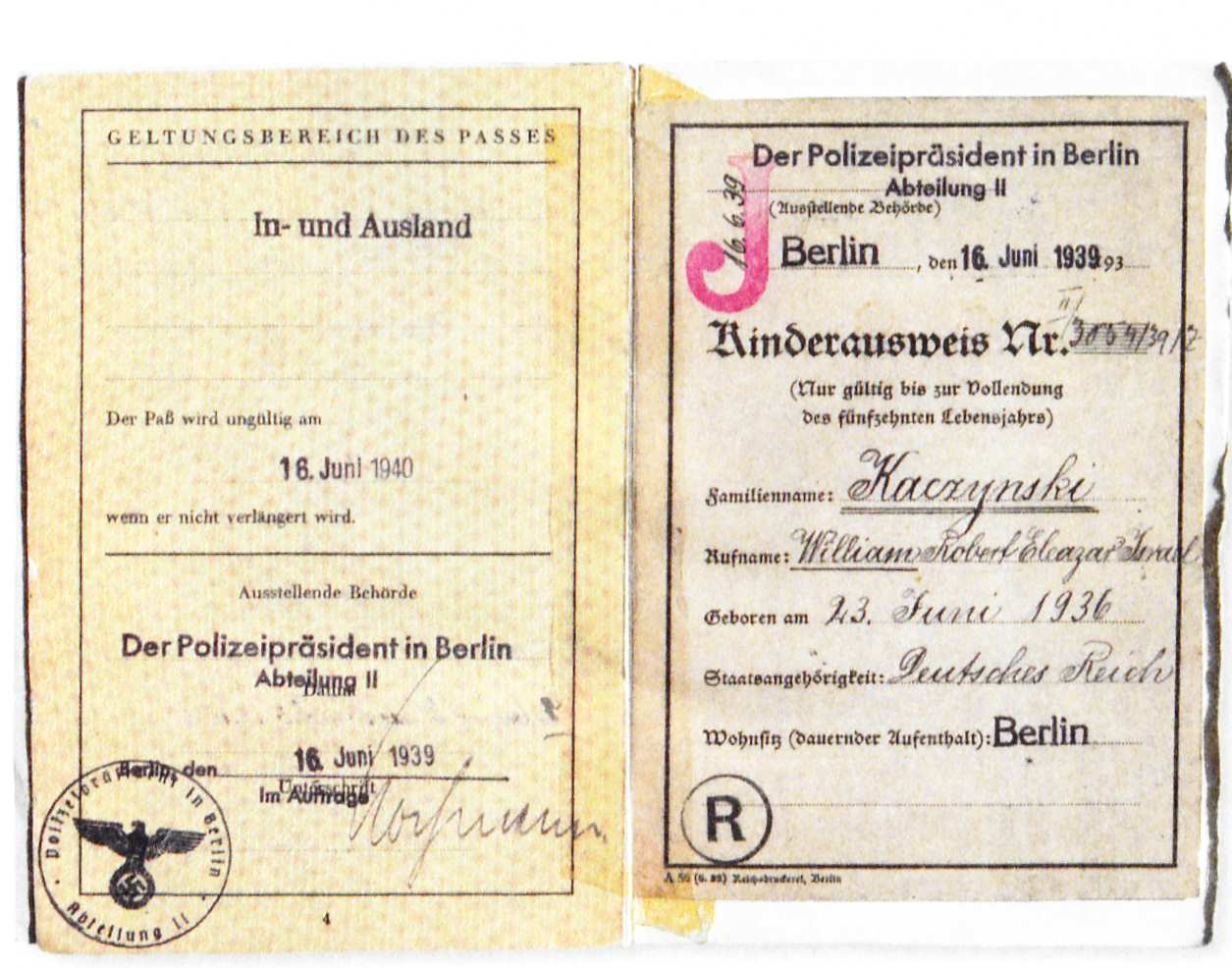
Kinderausweis William Kaczynski bei der Ausstellung mit einem J gekennzeichnet, 16. Juni 1939

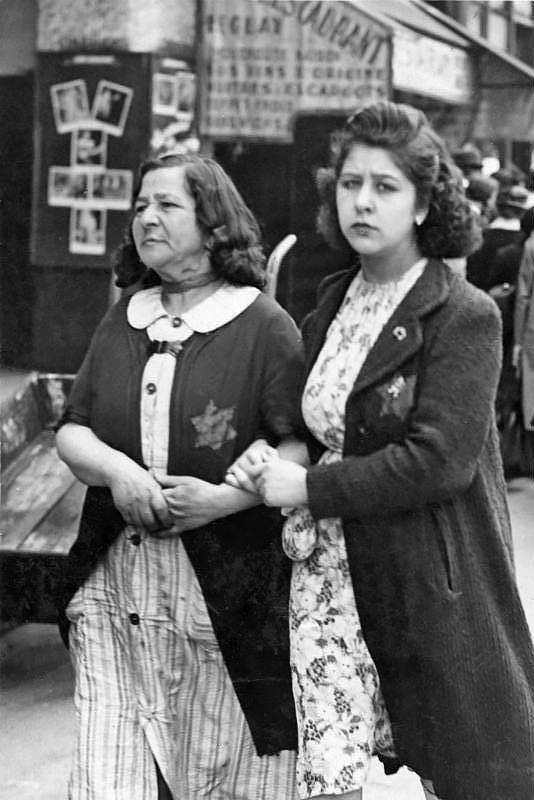
Jüdische Frauen mit Stern, Paris 1942

Bald nach der nationalsozialistischen „Machtergreifung“ 1933 wurden deutsche Juden öffentlich aus der Gesellschaft ausgegrenzt. Unter dem Vorwand eines Boykottaufrufs jüdischer Händler aus London, der als „jüdische Kriegserklärung“ gegen Deutschland dargestellt wurde, kam es am 1. April 1933 zum reichsweiten Judenboykott: Dabei wurden jüdische Geschäfte, Notar- und Arztpraxen mit Plakaten, Spruchbändern und Aufschriften – darunter weißen oder gelben Davidsternen – markiert, auf denen antisemitische Boykottaufrufe standen. Dies weckte bei Betroffenen Erinnerungen an das Mittelalter. Der Journalist Robert Weltsch schrieb in der Jüdischen Rundschau am 4. April 1933: „Tragt ihn mit Stolz, den gelben Fleck!“ Damals plante das NS-Regime noch nicht, solche Kennzeichen zu erzwingen.
Auf der Basis der Nürnberger Gesetze 1935 verschärfte das NS-Regime mit Verboten, Auflagen, Sonderregeln ständig die Lage der deutschen Juden. Angesichts der Judenverfolgung seit 1933 gab Lion Feuchtwanger 1936 eine Sammlung von Zeitungsberichten unter dem Titel Der Gelbe Fleck heraus, deren Autoren zahlreiche Gewalttaten und Morde an Juden und deren staatlich gewollte Folgen als „Erscheinungen des Aussterbens“ beschrieben: darunter Geburten- und Heiratsrückgang, gestiegene Selbstmord- und Sterblichkeitsrate. Feuchtwanger fasste zusammen:

„Nein, es sind keine Exzesse! Nein, es sind keine ‚Ausschreitungen‘! Es ist der kalt-überlegte, zynisch ersonnene, mit dem nationalsozialistischen System unlösbar verbundene Meuchelmord an einer wehrlosen Minderheit …
 Das Rezept sieht so aus: Zuerst organisieren die nationalsozialistische Partei, ihre Presse und SA die ‚Volkswut‘ und die Gewaltakte. Dann wird ‚die Ordnung‘ gesichert, die nationalsozialistischen Behörden greifen ein: aber nicht etwa gegen die Gewalttäter, sondern gegen deren Opfer. Am Ende der Maßnahmen steht ein Gesetz, das den Terror sanktioniert, der Gewaltakt erlangt Rechtskraft.“

NSDAP-Mitglieder verlangten vor allem die Kennzeichnung jüdischer Geschäfte. 1937 erklärte Adolf Hitler in einer Rede vor NSDAP-Funktionären dazu: „Dieses Problem der Kennzeichnung wird seit zwei, drei Jahren fortgesetzt erwogen und wird eines Tages so oder so natürlich auch durchgeführt. […] Da muss man nun die Nase haben, ungefähr zu riechen: ‚Was kann ich noch machen, was kann ich nicht machen?‘“
Im April 1938 mussten Juden gemäß der Verordnung über die Anmeldung des Vermögens von Juden ihr Vermögen bei den Verwaltungsbehörden anmelden. Im Juni 1938 verpflichtete die Dritte Verordnung zum Reichsbürgergesetz jüdische Inhaber, ihre Geschäfte als „jüdische Gewerbebetriebe“ registrieren zu lassen. Das Reichswirtschaftsministerium wurde dabei ermächtigt, von einem noch zu bestimmenden Zeitpunkt ab ein besonders Kennzeichen für jüdische Betriebe einzuführen. Seit der Namensänderungsverordnung vom 17. August 1938 mussten Juden den Vornamen Israel bzw. Sara annehmen und im Rechts- und Geschäftsverkehr führen. Nach der Verordnung über Reisepässe von Juden vom Oktober 1938 mussten sie ihre Pässe abgeben oder mit einem roten Judenstempel markieren lassen. Ab Januar 1939 hatten Juden stets eine neu geschaffene Kennkarte mitzuführen. Im Dezember 1939 mussten Doktoranden die Zitate jüdischer Autoren in ihren Dissertationen farblich markieren. Im Januar 1940 wurden auch die Lebensmittelkarten für Juden mit einem J gestempelt.

## Einführung des Judensterns im Deutschen Reich

### Entscheidungsprozess
Eine „allgemeine äußerliche Kennzeichnung für Juden“ wurde im Mai 1938 in einer von Joseph Goebbels angeregten Denkschrift vorgeschlagen, jedoch verworfen: Noch überwogen die Bedenken hinsichtlich einer eventuell negativen außenpolitischen Wirkung. Nach den Novemberpogromen schlug Reinhard Heydrich auf einer Berliner Konferenz am 12. November 1938 die reichsweite Kennzeichnungspflicht für Juden erneut vor und ließ sofort Entwürfe für entsprechende Abzeichen anfertigen.
Hermann Göring teilte den Gauleitern am 6. Dezember 1938 mit, Hitler habe eine Entscheidung über diese Kennzeichnung bis auf Weiteres aufgeschoben. Im Mai 1940 ordnete die Zentrale Dienststelle für Juden, eine Einrichtung des Berliner Arbeitsamtes, ohne Absprache mit anderen Stellen für das gesamte Stadtgebiet an, jüdische Zwangsbeschäftigte beim Geschlossenen Arbeitseinsatz mit einem gelben Davidsternabzeichen zu kennzeichnen. Diese Anordnung wurde kurz darauf von der Gestapo zurückgenommen. Ende Juli 1941 bat Staatssekretär Karl Hermann Frank um Erlaubnis, für die Juden im Protektorat Böhmen und Mähren eine Kennzeichnung wie die im besetzten Polen einzuführen. Wilhelm Stuckart fragte, ob eine entsprechende Regelung nicht einheitlich für das gesamte Reichsgebiet gelten müsse, und schaltete weitere Ministerien ein. Nach einer vorbereitenden Sitzung bei Staatssekretär Leopold Gutterer (Reichspropagandaministerium) am 16. August 1941 erhielt Goebbels am 17. August 1941 eine Vorlage, um die notwendige Zustimmung Hitlers einholen zu können. Darin werden „wichtige Sofortmaßnahmen in der Judenfrage“ aufgeführt: Einschränkungen im Warenbezug und bei Benutzung von Verkehrsmitteln, Zutrittsverbote durch einen „Judenbann“, „Judenpflichtdienst“ nach Musterung auf Arbeitstauglichkeit, Senkung der freigegebenen „Judenbezüge“ aus zwangsverwalteten Konten und Ausschluss von bestimmten Handwerksdienstleistungen. Jede dieser Maßnahmen sei erst nach Kennzeichnung der Juden möglich. Hitler stimmte diesen Vorschlägen am 20. August 1941 zu. Der geeignete Zeitpunkt schien ihm gekommen, da er keine Sanktionen durch die Vereinigten Staaten mehr fürchtete. Laut Goebbels sollte die Kennzeichnung die jüdische Minderheit isolieren, damit sie sich im Krieg nicht unerkannt als „Miesmacher und Stimmungsverderber“ betätigen könne. Tatsächlich sollte sie die im Oktober 1941 begonnenen Deportationen der Juden entscheidend erleichtern.

### Herstellung

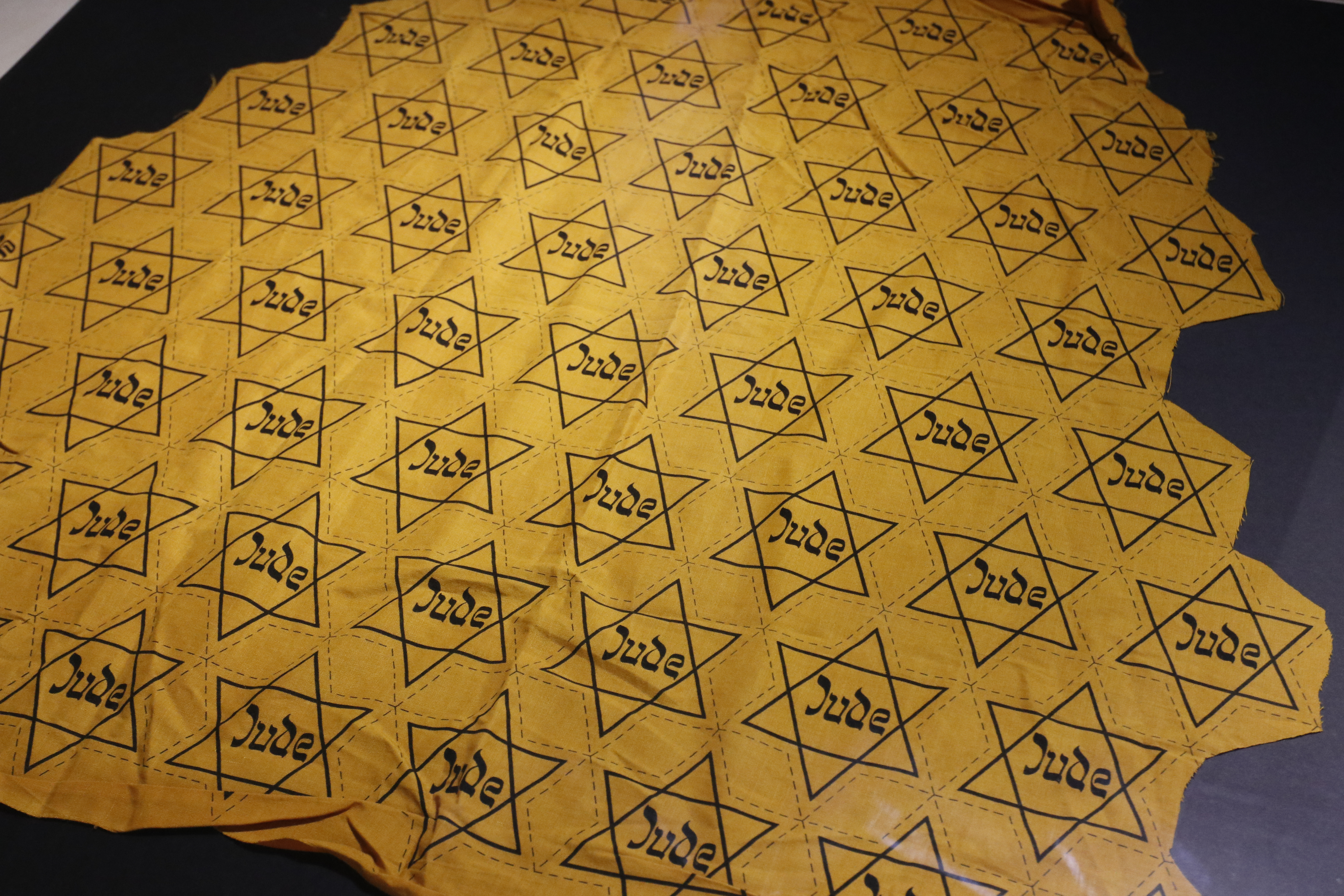
Stoff mit Judensternen

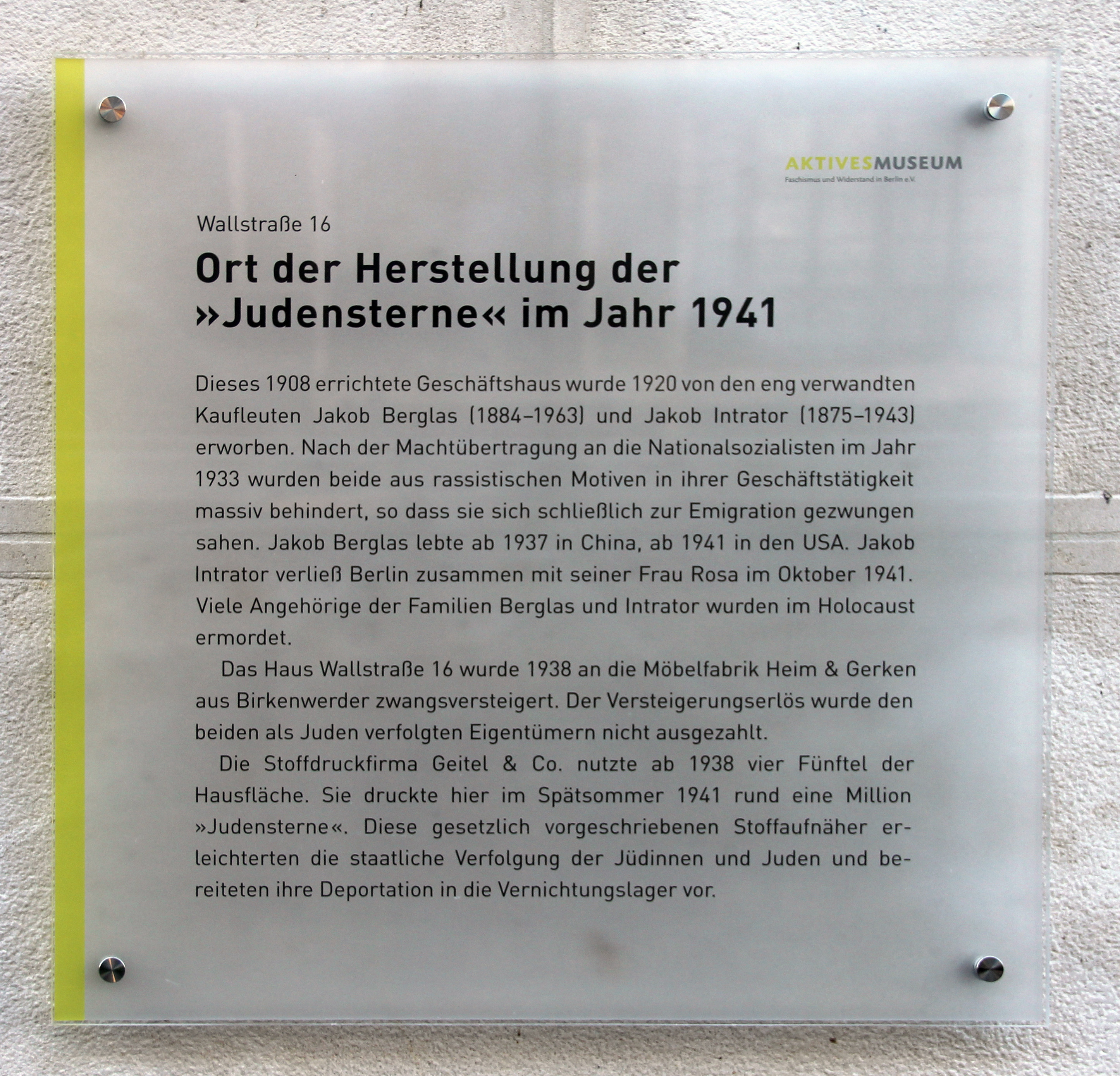
Gedenktafel an der Stelle des zerstörten Gebäudes in der Wallstraße 16 in Berlin-Mitte

Judensterne wurden von der Berliner Fahnenfabrik Geitel & Co. in Berlin-Mitte produziert. Zunächst hatte sie ihren Sitz in der Neuen Jakobstraße, im Zuge der Arisierung bezog sie 1938 eine Produktionsstätte in der Wallstraße 16. Das Gebäude war seit 1920 im Besitz der jüdischen Geschäftsleute Jakob Berglas und Jakob Intrator gewesen und wurde am 27. Juni 1938 auf Betreiben der Deutschen Hypothekenbank Meiningen unter Abwesenheit der Eigentümer an den Möbelhersteller Heim & Gerken zwangsversteigert, der die Räume an die Fahnenfabrik Geitel vermietete. Der Stendaler Unternehmer Gustav Geitel hatte 1921 nach dem Konkurs der väterlichen Bank ein Baumwollgeschäft gegründet und zunächst unter anderem Fahnen für die SPD produziert. Ab 1930 hatte er zahlreiche Aufträge für Wahlkampfflaggen erhalten und ab 1933 ausschließlich nationalsozialistische Flaggen produziert. Geitel war ab 1937 NSDAP-Mitglied, wurde jedoch wegen der Beschäftigung eines jüdischen Schlossers kurz darauf ausgeschlossen. Im Gebäude in der Wallstraße produzierte die Fahnenfabrik auf einer Fläche von etwa 4000 Quadratmetern unter anderem Reichsfahnen, Reichsdienstflaggen, Wimpel, Fensterbehänge, Hakenkreuzrundplatten und Schmuckteppiche mit Hakenkreuz-Quadraten. 1940 machte die Firma rund drei Millionen Reichsmark Umsatz.
Im September 1941 erhielt die Fahnenfabrik Geitel den Auftrag zur Herstellung der Judensterne und produzierte knapp eine Million Sterne innerhalb von drei Wochen. Die Sterne wurden auf Stoffrollen gedruckt und in Ballen verpackt geliefert. Für den Auftrag erhielt die Firma 30.000 Reichsmark und gewährte bei Zahlung innerhalb von fünf Tagen zwei Prozent Rabatt. Die jüdischen Funktionäre ließen sich die Übergabe der Sterne an Einzelpersonen quittieren.
Das 1908 errichtete Gebäude in der Wallstraße wurde im Krieg zerstört. Die Fahnenfabrik Geitel nahm den Betrieb nach dem Krieg 1948 an der Nordbahnstraße in Berlin-Gesundbrunnen wieder auf und produziert heute unter dem Namen „BEST Berliner Stoffdruckerei GmbH Fahnenmanufaktur“. Sie stellte unter anderem die Fahne der Einheit am Berliner Reichstag her. Die Geschichte der Fahnenfabrik wurde 2013 in der Ausstellung Geraubte Mitte im Berliner Stadtmuseum thematisiert.

### Polizeiverordnung

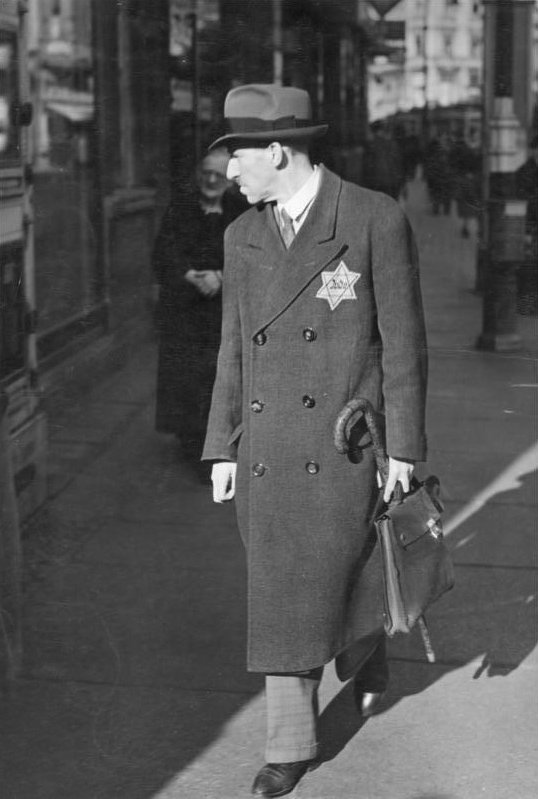
Mann mit Judenstern, September 1941 (Ort unbekannt, möglicherweise Berlin)

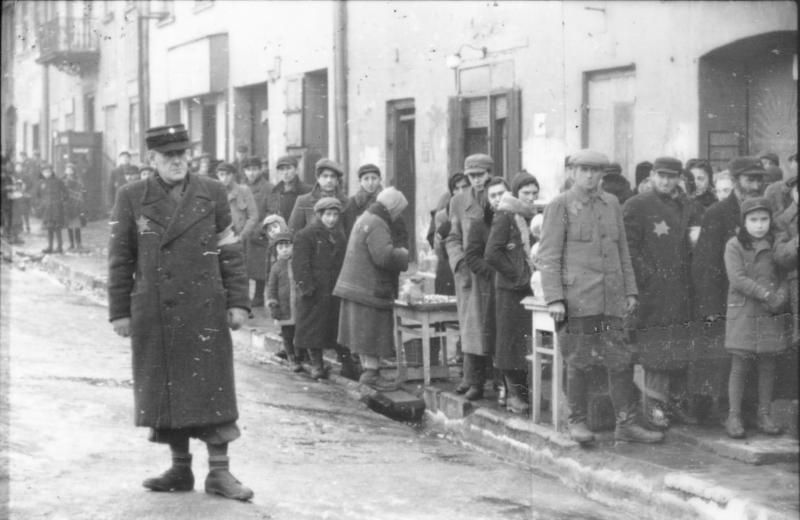
Jüdischer Polizist und Menschenmenge mit Judensternen im Ghetto Litzmannstadt, deutscher Reichsgau Wartheland, 1941. Aufnahme des Angehörigen der Propagandakompanie 689 Zermin

Am 1. September 1941 verpflichtete die Polizeiverordnung über die Kennzeichnung der Juden (RGBl. I, S. 547) fast alle Personen im Deutschen Reich, die nach den Nürnberger Gesetzen als Juden einschließlich der Geltungsjuden definiert waren, vom vollendeten sechsten Lebensjahr an einen gelben Judenstern „sichtbar auf der linken Brustseite des Kleidungsstückes in Herznähe fest aufgenäht zu tragen“. Nur die „Mischlinge“ und jüdischen Partner in „privilegierten Mischehen“ wurden davon ausgenommen. Jüdische Männer einer „Mischehe“, die kinderlos geblieben war, fielen nicht unter diese Ausnahmeregelung und waren zum Tragen des Judensterns verpflichtet. Die Polizeiverordnung galt „mit der Maßgabe, daß der Reichsprotektor […] die Vorschrift […] den örtlichen Verhältnissen im Protektorat Böhmen und Mähren anpassen kann“, ebenso für das damals besetzte Gebiet der heutigen Tschechischen Republik. Sie verbot den von ihr Betroffenen, Orden und Ehrenzeichen zu tragen und den Wohnort ohne schriftliche polizeiliche Genehmigung zu verlassen. Beim Empfang der Judensterne mussten sie die Kenntnisnahme dieser Bestimmungen sowie Folgendes unterschreiben: „Ich verpflichte mich, das Kennzeichen sorgfältig und pfleglich zu behandeln und bei seinem Aufnähen auf das Kleidungsstück den über das Kennzeichen hinausragenden Stoffrand umzuschlagen.“
Bei Zuwiderhandlung drohte eine Geldbuße oder Haftstrafe bis zu sechs Wochen. Im Jüdischen Gemeindeblatt Berlins wurde gewarnt, dass das „Verdecken des Judensterns durch Kragen, Taschen oder Aktenmappen“ strafbar sei. Später wurden Verstöße auch durch baldmöglichste Deportation oder Zuführung in das nächstgelegene Konzentrationslager geahndet.

### Weitere Maßnahmen
Am 24. Oktober 1941 erging ein Runderlass des Reichssicherheitshauptamtes, der denjenigen „deutschblütigen“ Bürgern eine Schutzhaft von drei Monaten androhte, die „in der Öffentlichkeit freundschaftliche Beziehungen zu Juden“ erkennen ließen. In Hamburg wurde den „deutschblütigen Volksgenossen“ beim Abholen der Lebensmittelkarten ein Flugblatt ausgehändigt, das diesen Erlass im Wortlaut enthielt. „Sternträger“ durften fortan keine Telefonzellen mehr benutzen und ab September 1942 nur noch zu bestimmten Zeiten einkaufen. Am 24. März 1942 verbot das Reichsministerium des Inneren grundsätzlich auch die Benutzung von innerstädtischen Verkehrsmitteln; nur Fahrstrecken zur Arbeit über sieben Kilometer Entfernung galten als genehmigt. Am 13. März 1942 ordnete die Geheime Staatspolizei reichsweit an, „Judenhäuser“ „mit einem weißen Judenstern aus Papier“ zu kennzeichnen.

### Reaktionen Betroffener
Der Linguist Victor Klemperer beschrieb den Stern in seinem Werk LTI – Notizbuch eines Philologen als Betroffener:

„… der 19. September 1941. Von da an war der Judenstern zu tragen, der sechszackige Davidsstern, der Lappen in der gelben Farbe, die heute noch Pest und Quarantäne bedeutet und die im Mittelalter die Kennfarbe der Juden war, die Farbe des Neides und der ins Blut getretenen Galle, die Farbe des zu meidenden Bösen; der gelbe Lappen mit dem schwarzen Aufdruck: ‚Jude‘, das Wort umrahmt von Linien der ineinandergeschobenen beiden Dreiecke, das Wort aus dicken Blockbuchstaben gebildet, die in ihrer Isoliertheit und in der breiten Überbetontheit ihrer Horizontalen hebräische Schriftzeichen vortäuschen.“

Er verspottete das Kennzeichen in Anspielung auf den preußischen Verdienstorden „Pour le Mérite“ als „Pour le Sémite“. Er berichtet von einigen solidarischen Bekundungen, aber auch von Anpöbelungen.
Es gab auch genau entgegengesetzte Reaktionen der Betroffenen, die ein Moment der Hoffnung auf eine bessere Zeit im Stern erkannten. Der Wiener Hugo Rechnitzer verfasste 1939 oder 1940 das Gedicht Der Judenstern, welches mit folgenden Zeilen endet:

„Drum Jude, trage stolz Dein Ehrenzeichen
Und blicke kühn der Welt ins Angesicht.
Die finstern Tage werden schließlich weichen,
Dein Stern führt Dich aus finstrer Nacht zum Licht.“

Berühmt wurde das Selbstbildnis mit Judenpass von Felix Nussbaum.
Betroffene deutsche Juden bezeugten Reaktionen nichtjüdischer Deutscher: „Viel Freundlichkeit in der Öffentlichkeit und noch viel mehr im geheimen werden uns erwiesen.“ „Die Judensterne sind nicht populär. Das ist ein Misserfolg der Partei.“ Klemperer notierte am 4. Oktober 1941: „Fraglos empfindet das Volk die Judenverfolgung als Sünde.“ Nichtjuden machten Juden gegenüber öfter solche Aussagen, weil sie von ihnen keine Denunziation fürchteten.
Am 14. Februar 1945 rissen etwa 150 Dresdner Juden, die die Luftangriffe auf Dresden überlebt hatten, ihre Judensterne von ihrer Kleidung und flohen aus der Stadt oder versteckten sich, um der für den 14. bis 16. Februar geplanten Deportation in ein Vernichtungslager zu entgehen. Die meisten von ihnen erlebten das Ende des Krieges.

### Reaktionen von Nichtjuden

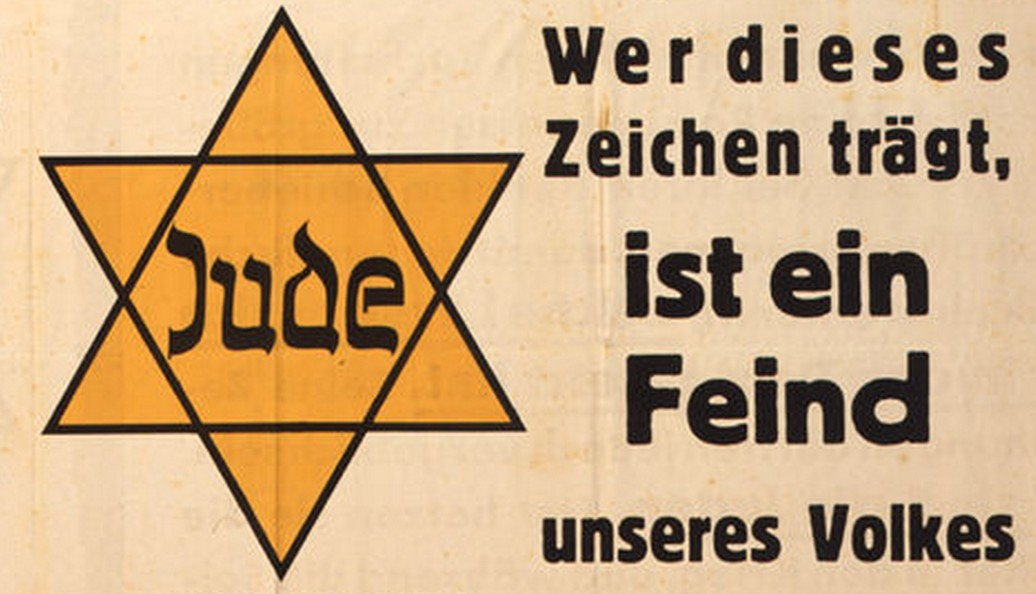
Antisemitische Propaganda in der Ausgabe der parteiamtlichen Wandzeitung Parole der Woche vom 1. Juli 1942

Die Reaktionen von nichtjüdischen Deutschen sind zum einen in den damaligen Meldungen aus dem Reich des Sicherheitsdienstes der SS, zum anderen in Tagebuchnotizen, Briefen oder späteren Berichten betroffener Juden dokumentiert. Die Aussagekraft und Zuverlässigkeit beider Quellenarten wird in der Forschung hinterfragt. Ob die Stimmungsberichte der SS repräsentativ sind oder die Berichterstatter vorgesetzte Stellen zu beeinflussen suchten, ist ungewiss.
In einer Konferenz des Propagandaministeriums warnte ein Sprecher vor einer Mitleidswelle „aus Kreisen der Intelligenzbestien“. Eine Stuttgarter Lokalzeitung berichtete am 5. Oktober 1941 von „falschem Mitleid und falscher Menschlichkeit“ von Nichtjuden gegenüber Juden in öffentlichen Verkehrsmitteln, wenn diese wegen ihrer Judensterne zum Aufstehen aufgefordert wurden. Der Redakteur berichtete am 8. Oktober von vielen Leserbriefen, die ihm gezeigt hätten, dass solch „falsches Mitleid und schlecht angewandte ‚Menschlichkeit‘ gegenüber besternten Juden“ keine Einzelerscheinungen seien. Am 9. Oktober berichtete die SS, die Polizeiverordnung sei „überwiegend begrüßt, in katholischen und bürgerlichen Kreisen aber auch mit Mitleid aufgenommen“ worden. Dort habe man „von mittelalterlichen Methoden“ gesprochen.
Am 17. Dezember 1941 begrüßten die von Deutschen Christen geführten evangelischen Landeskirchen von Anhalt, Hessen-Nassau, Lübeck, Mecklenburg, Sachsen, Schleswig-Holstein und Thüringen die Einführung des Judensterns im Deutschen Reich als „historischen Abwehrkampf“. Sie rechtfertigten diese Staatsmaßnahme mit judenfeindlichen Aussagen Martin Luthers, der bereits 1543 „schärfste Maßnahmen gegen die Juden zu ergreifen und sie aus deutschen Landen auszuweisen“ gefordert habe. Die Juden hätten das Christentum seit Jesu Kreuzigung bekämpft oder verfälscht; die Taufe könne nichts an ihrer „rassischen Eigenart“ ändern.
Am 2. Februar 1942 ging der Sicherheitsdienst der SS in den Meldungen aus dem Reich ausführlich auf die Auswirkungen der Verordnung und die Ausnahmeregeln dazu ein: Der Judenstern habe „einem lang gehegten Wunsch weiter Bevölkerungskreise“ entsprochen. Ein in „privilegierter Mischehe“ lebender Jude sei jedoch nicht gekennzeichnet, somit unverdächtig, gleichsam getarnt und überdies nicht durch einen Zwangsvornamen im Ausweis zu erkennen. Es werde „allgemein erwartet, dass sämtliche Sonderbestimmungen zugunsten der Juden und der jüdischen Mischlinge aufgehoben“ würden und dass die jüdischen Wohnungen eine Kennzeichnung erhielten. Tatsächlich wurde durch Polizeiverordnung verfügt, dass bis zum 15. April 1942 jüdische Wohnungen durch einen Judenstern in schwarzem Druck auf weißem Papier zu kennzeichnen waren.

## Besetzte Staaten

### Polen und Sowjetunion

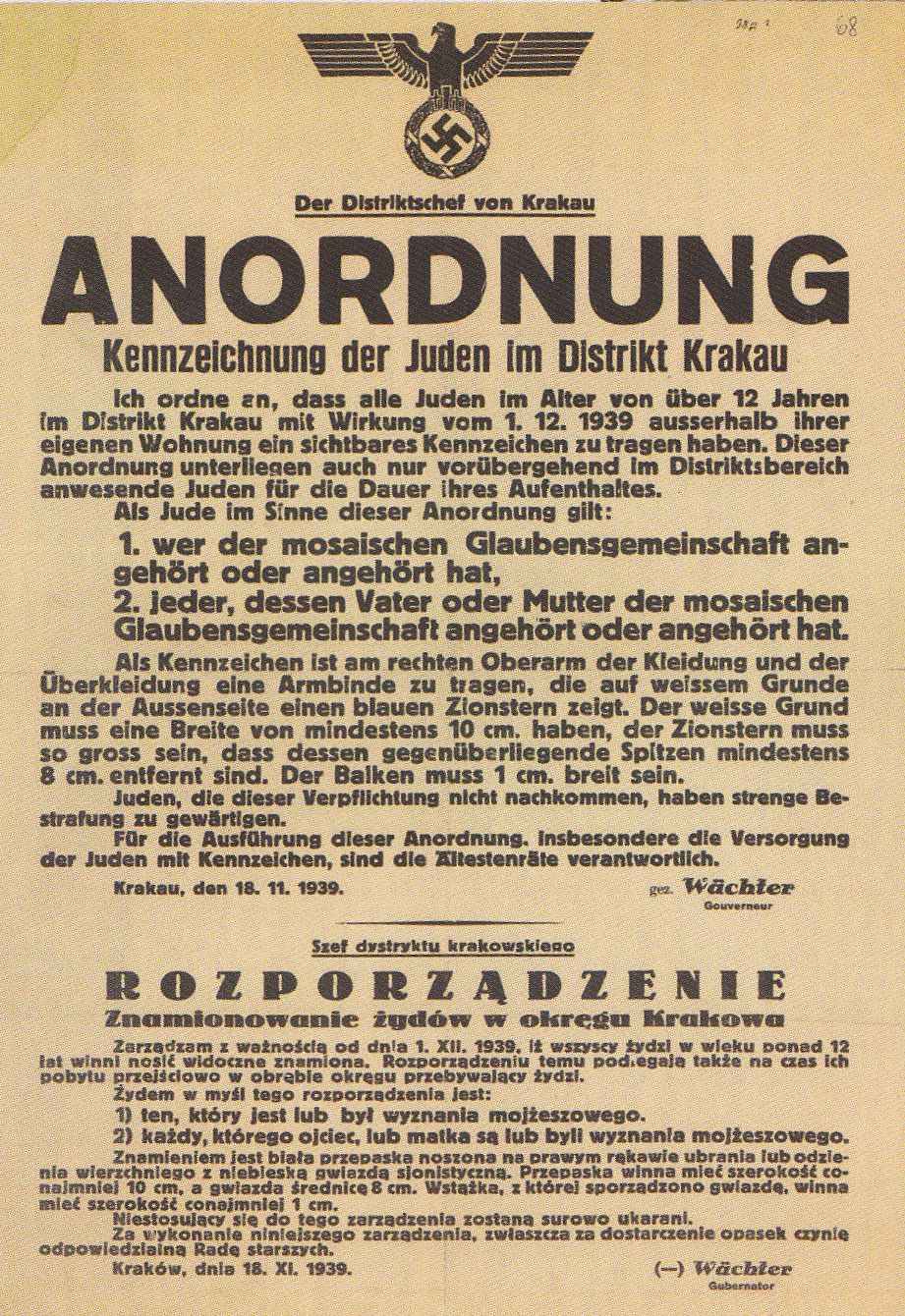
Gouverneur Otto Wächter befiehlt am 18. November 1939 in Krakau eine weiße Armbinde mit einem blauen Stern

Ab September 1939 – noch vor dem Ende des Überfalls auf Polen – zwangen einzelne deutsche Militärbehörden im besetzten Polen die örtlichen Juden, erst ihre Läden, dann auch ihre Kleidung zu kennzeichnen. So mussten etwa die Juden Lublins ab November 1939 ein gelbes Abzeichen mit der Aufschrift „Jude“ auf der linken Brustseite tragen.
Am 14. November 1939 befahl SS-Brigadeführer Friedrich Uebelhoer für das ihm unterstellte Gebiet von Kalisz, dass alle Juden jeden Alters eine vier Zentimeter breite Armbinde in „judengelber Farbe“ am rechten Oberarm zu tragen hätten. Am 12. Dezember änderte er den Befehl: Nun mussten die Juden ein gelbes Stoffabzeichen in Form eines Davidsterns auf die rechte Brustseite und die Rückenseite ihrer Oberkleidung aufnähen.
Am 23. November 1939 befahl Hans Frank, dass alle Juden des Generalgouvernements ab ihrem 12. Lebensjahr vom 1. Dezember 1939 an auf dem rechten Ärmel ihrer Oberkleidung eine weiße, mindestens 10 Zentimeter breite Binde mit einem blau konturierten sechszackigen Stern tragen sollten. Dieser Befehl wurde dann auch für Ostoberschlesien übernommen. Die Historikerin Harriet Scharnberg weist darauf hin, dass im Kommentar zum § 4 des Blutschutzgesetzes die Farben blau und weiß als „jüdische Farben“ bezeichnet werden. Das Generalgouvernement sollte somit propagandistisch als „autonomes jüdisches Reservat“ herausgestellt werden.
Ab dem Sommer 1941 erließ das nach dem Überfall auf die Sowjetunion vorrückende Militär in den unter seiner Verwaltung stehenden Gebieten eine Flut von Anordnungen, die neben der Registrierung der Juden, der Bildung von Judenräten, Ghettos und Ghettopolizeien auch die Kennzeichnung der Juden in Form von Armbinden oder auf Brust und Rücken zu tragenden Abzeichen vorsahen. Die militärischen Richtlinien wurden 1942 standardisiert und kodifiziert. Alle Juden, die älter als 10 Jahre waren, hatten ein 10 cm großes gelbes Abzeichen zu tragen und wie Armbinden selbst zu stellen. Am 17. September 1941 erging für Wolhynien (Reichskommissariat Ukraine) eine Polizeianordnung, dass anstelle der Armbinde nunmehr die Kleidungsstücke an Vorder- und Rückseite mit einem gelben Stoffkreis von acht Zentimeter Durchmesser zu kennzeichnen seien. Auch „jüdische Mischlinge“ mit nur einem jüdischen Elternteil mussten das Kennzeichen tragen.
Die Kennzeichnungspflicht galt auch für bereits durch Ghettos von der übrigen Bevölkerung getrennte Juden. Sie mussten selbst für Kauf und Verteilung der Abzeichen sorgen. In den Judenghettos gab es zeitweise 19 zusätzliche Kennzeichnungen für Hilfspolizisten, Ärzte, Angestellte eines Judenrates und Fabrikarbeiter. In der Öffentlichkeit nicht oder falsch gekennzeichneten Juden drohten die deutschen Behörden Strafen von Geldbußen bis hin zu Erschießung an.

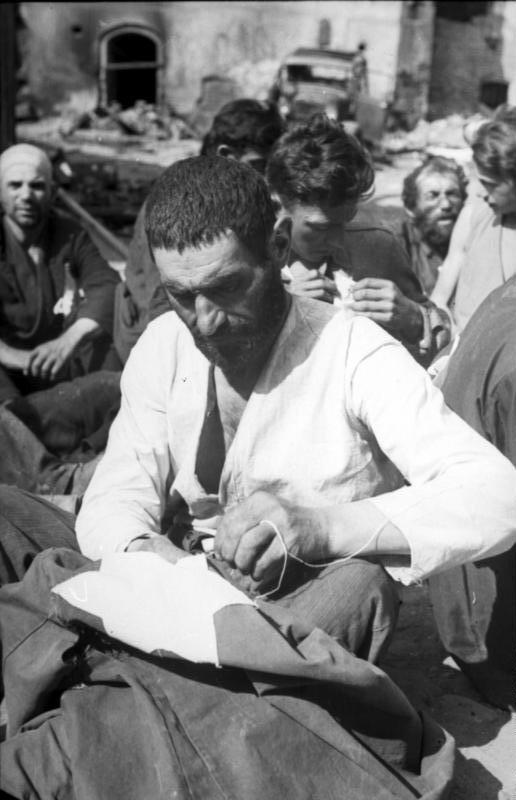
Zwangsarbeiter im besetzten Mahiljou müssen vor ihrem Einsatz einen Judenstern annähen: Aufnahme einer Propagandakompanie vom Juli 1941
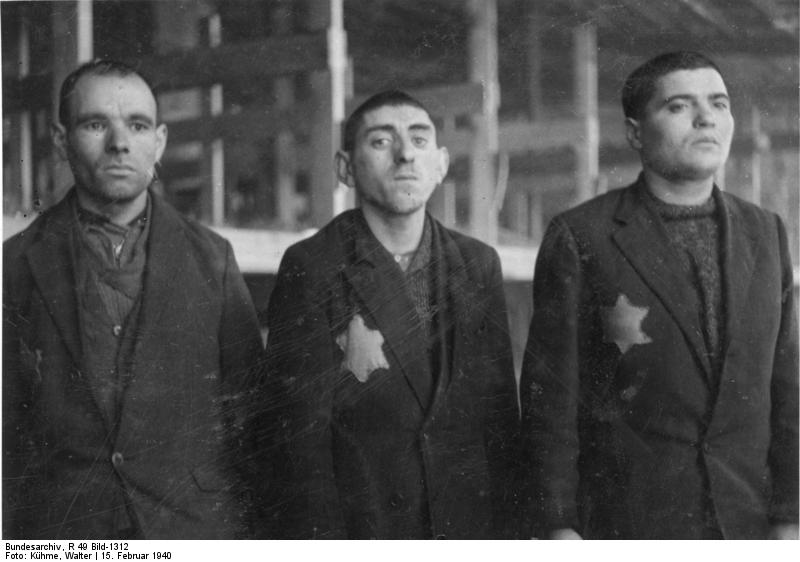
Häftlinge im KZ Radogosc bei Litzmannstadt (Łódź) am 15. Februar 1940
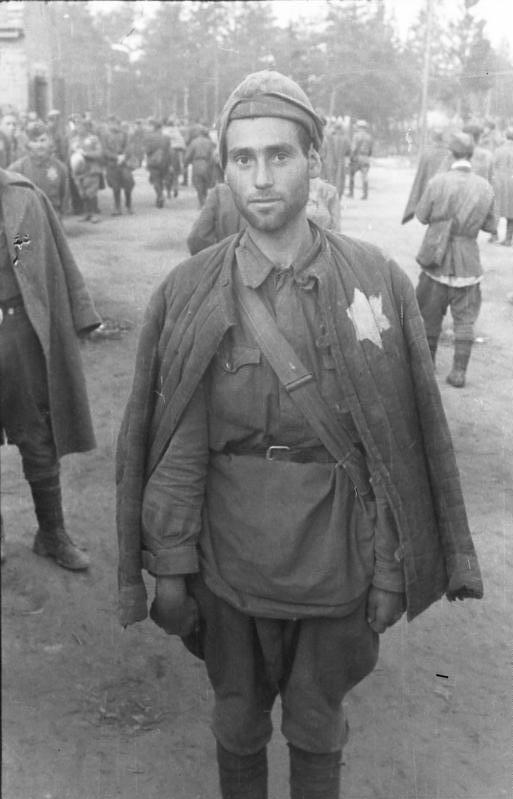
Sowjetische Kriegsgefangene mit Judenstern in der Sowjetunion, Aufnahme einer Propagandakompanie vom August 1941
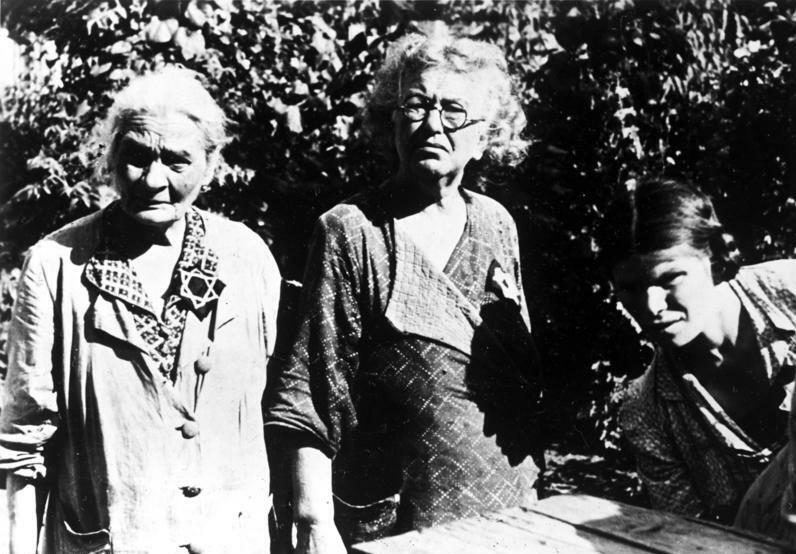
Frauen mit Judenstern im Ghetto von Chișinău, Moldauische SSR (1941)

### Frankreich
Ab Dezember 1941 versuchte das NS-Regime, den Judenstern im besetzten Teil Frankreichs einzuführen, um die geplanten Deportationen französischer Juden einzuleiten. Dies stieß jedoch auf Widerstand bei der Bevölkerung und der Vichy-Regierung, vereinzelt auch bei lokalen deutschen Militärverwaltungen. Der damalige Premierminister Pierre Laval verweigerte die Kennzeichnungsverordnung mit dem Argument, die bisherigen antijüdischen Maßnahmen seien ausreichend und ein besonderes Abzeichen für Juden würde die Franzosen nur schockieren. Daraufhin wurde die Anordnung zunächst aufgeschoben.
Das „Judenreferat“ unter Adolf Eichmann machte die Durchsetzung des Abzeichens in ganz Westeuropa im März 1942 auf mehreren Konferenzen in Berlin und Paris zum Thema. Dabei erklärte der Befehlshaber der Sicherheitspolizei für das besetzte Frankreich und Belgien, Helmut Knochen, ausdrücklich, es handele sich dabei um einen notwendigen Schritt zur „Endlösung der Judenfrage“.

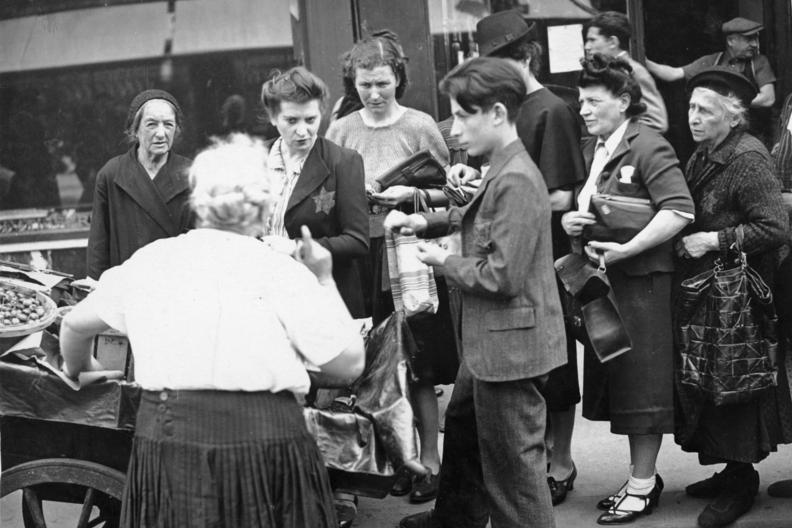
Menschen mit Judenstern beim Einkaufen in Paris, 8. Juni 1942

Am 29. Mai 1942 ordnete Carl-Heinrich von Stülpnagel als Militärbefehlshaber in Frankreich an, dass alle französischen Juden ab dem 6. Lebensjahr auf der linken Brustseite einen gelben Stern mit der Aufschrift „Juif“ (Jude) oder „Juive“ (Jüdin) zu tragen hätten. Das Vichy-Regime blieb jedoch weiterhin untätig. Etwa 17.000 von 100.000 zum Tragen verpflichteten Juden holten den Judenstern nicht ab. Viele nichtjüdische Franzosen trugen nun gelbe Kleidung oder sogar Sterne, um ihre Solidarität mit den verfolgten Juden zu zeigen. Die französische Polizei, die dafür bekannt war, Juden sonst nicht freundlich zu behandeln, verzichtete bei Ausweiskontrollen darauf, Verstöße gegen die Verordnung zu ahnden. Daraufhin wurden im bis November 1942 unbesetzten Teil Frankreichs keine Judenkennzeichen eingeführt.

### Benelux-Staaten

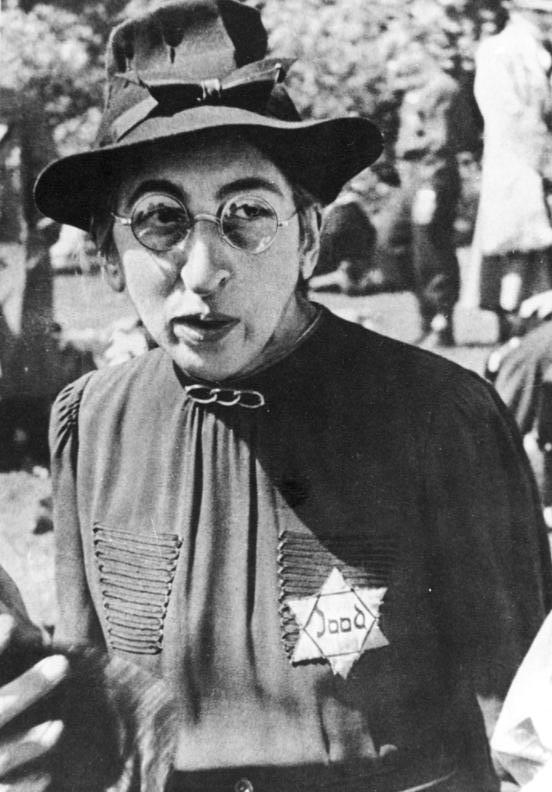
Frau mit Judenstern in den Niederlanden

Für Belgien trat die Kennzeichnungspflicht für Juden am 3. Juni 1942 in Kraft. Die Brüsseler Bürgermeister verweigerten ihre Mitarbeit bei der Ausgabe der Kennzeichen, da der Judenstern „der Würde eines jedlichen Menschen […] direkt Abbruch“ tue. Die deutschen Behörden zwangen daraufhin die Vereinigung der Juden in Belgien zur Verteilung. Ein Vorstandsmitglied der VJB schrieb: „Aber die Belgier haben sich großartig verhalten, sie taten so, als würden sie nichts sehen, und zeigten sich sehr zuvorkommend gegenüber allen, die das Kennzeichen tragen mussten.“
In den Niederlanden wurde der Judenstern mit Erlass vom 29. April 1942 eingeführt. Ein Zeitzeuge berichtete, die „Empörung insbesondere der christlichen Welt“ sei groß, man werde „nun überall gegrüßt und mit großem Respekt behandelt.“
In Luxemburg lebten im Frühjahr 1941 nur noch etwa 950 Juden. Vom August 1941 an mussten Juden eine zehn Zentimeter breite gelbe Armbinde tragen. Die Initiative ging vom „Einsatzkommando Luxemburg“ aus, kam der Einführung des Judensterns im Reichsgebiet sowie in anderen Ländern Westeuropas zuvor und hatte offenbar die Kennzeichnungspflicht im Generalgouvernement zum Vorbild. Am 14. Oktober 1941 ersetzte der Judenstern diese Armbinde.

### Dänemark
In Dänemark ließ sich der Judenstern nicht einführen. Die deutschen Besatzungsbehörden äußerten zwar den Wunsch nach einer Kennzeichnung, wagten aber nicht, diese selbst verbindlich anzuordnen. Doch am 1. Oktober 1943 begannen sie die bis dahin relativ unbehelligten dänischen Juden zu verhaften. Da die Nachricht von dieser Aktion vorher durchsickerte, konnten die Dänen in einer kollektiven Anstrengung ab Mitte September bis Ende Oktober etwa 7.200 Juden und 700 ihrer Angehörigen zur Flucht in das neutrale Schweden verhelfen (siehe Rettung der dänischen Juden).
Nach einer populären Legende ritt König Christian X. dazu jeden frühen Morgen mit einem gelben Armband durch Kopenhagens Straßen, gefolgt von Dänen, die es ihm nachmachten. Auf diese Weise hätten die Nationalsozialisten keine dänischen Juden ausfindig machen können. Die dänische Königin Margrethe II. bestritt diese Geschichte: Dänen seien das Risiko, als Juden behandelt zu werden, auch ohne königliches Vorbild eingegangen. Die Legende hat keinen realen Hintergrund.

### Griechenland
Am 6. Februar 1943 ordnete die Militärverwaltung die Kennzeichnung (Judenstern) und Ghettoisierung der im von der Wehrmacht kontrollierten Teil Griechenlands lebenden Juden an. Einen Monat zuvor hatten Besprechungen zwischen dem Bevollmächtigten des Reiches in Griechenland, Günther Altenburg, dessen Vertreter in Saloniki, Generalkonsul Fritz Schönberg (Auswärtiges Amt), dem Befehlshaber Saloniki-Ägäis (Kriegsverwaltungsrat Max Merten) vertrat General Kurt von Krenzki und der SS (Dieter Wisliceny und Alois Brunner) stattgefunden, auf denen Einzelheiten einer schnellen Deportation im Bereich Saloniki-Ägäis besprochen wurden. Die Besprechungsteilnehmer planten, die dort lebenden Juden binnen sechs bis acht Wochen in Vernichtungslager zu deportieren.

### Tunesien
Wehrmachtstruppen landeten im November 1942 in Tunesien. Ein SS-Kommando unter dem SS-Offizier Walther Rauff (zunächst 24 Mann, später bis zu 100 Mann) traf am 24. November 1942 in Tunesien ein. Am 6. Dezember 1942 einigten sich Rauff, General Walther Nehring und Rudolf Rahn (Vertreter des Auswärtigen Amtes beim Deutschen Afrika-Korps) auf den Einsatz von jüdischen Zwangsarbeitern zum Ausbau deutscher Befestigungen. Rauff befahl führenden Repräsentanten der jüdischen Gemeinde in Tunis (dem Gemeinderatsvorsitzenden und dem Oberrabbiner von Tunis) einen Judenrat zu bilden und 2.000 jüdische Zwangsarbeiter bereitzustellen. Diese sollten auf dem Rücken einen gelben Stern tragen, um sie leicht identifizieren und bei einem Fluchtversuch erschießen zu können.
Am 13. Mai 1943 kapitulierten die letzten noch in Tunesien befindlichen deutschen und italienischen Truppen.

## Verbündete Staaten
Die Nationalsozialisten waren bestrebt, auch in den mit Deutschland verbündeten Staaten eine entsprechende Regelung einführen zu lassen. Dies geschah in der Slowakei bereits am 9. September 1941. In Rumänien folgte eine entsprechende Verordnung 1941 bzw. 1942, die aber nur für die neuerworbenen Gebiete galt. Auf Ungarn übte die deutsche Regierung im Jahre 1942 erheblichen Druck aus, doch kam es hier erst nach der Militärbesetzung am 31. März 1944 zur Kennzeichnungspflicht. Im August 1942 wurde in Bulgarien ein Abzeichen in Form eines kleinen gelben Knopfes eingeführt; dies war eine der zahlreichen diskriminierenden Maßnahmen des „Gesetzes zum Schutz der Nation“ vom 24. Dezember 1940. In Finnland kam es zu keiner systematischen Diskriminierung der Juden (siehe Judentum in Finnland).

## Nach Kriegsende
Mit dem Kontrollratsgesetz Nr. 1 betreffend die Aufhebung von NS-Recht vom 20. September 1945 wurde die Polizeiverordnung über die Kennzeichnung der Juden (RGBl. I, S. 547) vom 19. September 1941 förmlich aufgehoben.
Bei Wiedergutmachungsverfahren nach dem Bundesergänzungsgesetz bzw. dem Bundesentschädigungsgesetz wurde auch der individuelle „Schaden an Freiheit“ festgestellt. In der Regel wurde der 19. September 1941 als Beginn des Freiheitsentzugs angesetzt, sofern der Antragsteller nicht bereits zuvor durch Schutzhaft oder andere Maßnahmen seiner Freiheit beraubt worden war.
Im Rahmen von Protesten gegen die Schutzmaßnahmen zur COVID-19-Pandemie wurden ab 2020 teils Judensterne mit der Aufschrift „ungeimpft“ getragen, um eine behauptete Bloßstellung von nicht gegen SARS-CoV-2 geimpften Personen anzuprangern. Diese Praxis wurde als antisemitisch bzw. volksverhetzend festgestellt und von mehreren Kommunen untersagt; Sachsen-Anhalt verzichtete allerdings auf ein derartiges Verbot. Der Antisemitismusbeauftragte der deutschen Bundesregierung fordert ein bundesweites Verbot. Bei solchen Sternen scheiterte 2023 eine Verurteilung wegen Volksverhetzung nach § 130 Abs. 3 StGB in der Form des Verharmlosens von mehreren Oberlandesgerichten. Nach vom Oberlandesgericht Frankfurt am Main und vom Oberlandesgericht Braunschweig bestätigter Ansicht stellt die im NS-Staat 1941 begründete Verpflichtung der Juden zum Tragen des Judensterns für sich genommen noch keinen Völkermord dar.
2020 bestätigte das Bayerische Oberste Landesgericht eine Verurteilung wegen Volksverhetzung in der Form des Verharmlosens, bei der der Verurteilte suggeriert hatte, mit der Verfolgung und Vernichtung der Juden im NS-Staat vergleichbar würde gegen die AfD gehetzt (mit Hilfe eines Plakats bzw. Twitter-Postings mit einem Judenstern). Die dagegen eingelegte Verfassungsbeschwerde verwarf das Bundesverfassungsgericht 2021. 2022 lehnte der Europäische Gerichtshof für Menschenrechte die entsprechende Individualbeschwerde ab.

## Einzelbelege
1. ↑  Polizeiverordnung über die Kennzeichnung der Juden vom 1. September 1941. Verfassungen der Welt, verfassung.de, abgerufen am 14. September 2021 verfassungen.de
2. ↑  Inkrafttreten: Zwangskennzeichen (Judenstern). FELTAS-Archiv, feltas.de, abgerufen am 14. September 2021 feltas.de
3. ↑  Der „Judenstern“, dieser „gelbe Lappen in Herzhöhe“. WELT, welt.de, abgerufen am 14. September 2021 welt.de
4. ↑  Konrad Kwiet: „Judenstern“, in: Enzyklopädie des Nationalsozialismus 1998, S. 535.
5. ↑  Vgl. Josephus Alberigo (Hrsg.)_: Conciliorum oecumenicorum decreta. 3. Auflage. Bologna 1973, S. 266.
6. ↑  Jörg Jarnut: Konsumvorschriften im Früh- und Hochmittelalter. In: Trude Ehlert (Hrsg.): Haushalt und Familie in Mittelalter und früher Neuzeit. Vorträge eines interdisziplinären Symposions vom 6.–9. Juni 1990 an der Rheinischen Friedrich-Wilhelms-Universität Bonn. Mit einem Register von Ralf Nelles. Thorbecke, Sigmaringen 1991, ISBN 3-7995-4156-X, S. 119–128, hier: S. 127.
7. ↑  Marion Neiss: Kennzeichnung. In: Wolfgang Benz (Hrsg.): Handbuch des Antisemitismus Band 3: Begriffe, Theorien, Ideologien. Walter de Gruyter, Berlin 2010, ISBN 3-11-023379-7, S. 174–176.
8. ↑  Jakob Friedrich Fries: Über die Gefährdung des Wohlstandes und Charakters der Deutschen durch die Juden (1816), S. 248 und 261; zitiert nach Renate Best (Hrsg.): Saul Ascher: Ausgewählte Werke. Böhlau, Wien 2010, ISBN 3-412-20451-X, S. 40.
9. ↑  Gerald Hubmann: Völkischer Nationalismus und Antisemitismus im frühen 19. Jahrhundert: Die Schriften von Rühs und Fries zur Judenfrage. In: Renate Heuer, Ralph Rainer Wuthenow (Hrsg.): Antisemitismus, Zionismus, Antizionismus 1850–1945. Frankfurt am Main / New York 1997, ISBN 978-3-593-35677-8, S. 10–34.
10. ↑  Artikel „Kennzeichnung als Juden“, in: Enzyklopädie des Holocaust 1998, S. 750.
11. ↑  Dokument des DHM, Berlin: Der Gelbe Fleck. Die Ausrottung von 500 000 deutschen Juden. Mit einem Vorwort von Lion Feuchtwanger. Editions du Carrefour, Paris 1936
12. ↑  zitiert nach Holocaustreferenz: Lion Feuchtwanger: Der Gelbe Fleck
13. ↑  Götz Aly, Wolf Gruner (Hrsg.): Die Verfolgung und Ermordung der europäischen Juden durch das nationalsozialistische Deutschland 1933–1945. Band 1: Deutsches Reich 1933–1937. München 2008, ISBN 978-3-486-58480-6, S. 658.
14. ↑  Artikel „Kennzeichnung“, in: Wolfgang Benz (Hrsg.): Lexikon des Holocaust. C. H. Beck, München 1976, S. 119 f.
15. ↑  Wolf Gruner: „Lesen brauchen sie nicht zu können“ – Die Denkschrift über die Behandlung der Juden in der Reichshauptstadt auf allen Gebieten des öffentlichen Lebens vom Mai 1938. In: Jahrbuch für Antisemitismusforschung 4 (1995), Frankfurt am Main 1995, ISBN 3-593-35282-6, S. 331 f.
16. ↑  Götz Aly, Wolf Gruner (Hrsg.): Die Verfolgung und Ermordung der europäischen Juden durch das nationalsozialistische Deutschland 1933–1945. Band 2: Deutsches Reich 1938 – August 1939. München 2009, ISBN 978-3-486-58523-0, S. 432 (Dokument 146) und 442 f. (Dokument 149).
17. ↑  Wolf Gruner: Der Geschlossene Arbeitseinsatz deutscher Juden. Zur Zwangsarbeit als Element der Verfolgung 1938 bis 1943. Berlin 1997, ISBN 3-926893-32-X, S. 141.
18. ↑  Dokument VEJ 3/83 In: Andrea Löw (Bearb.): Die Verfolgung und Ermordung der europäischen Juden durch das nationalsozialistische Deutschland 1933–1945 (Quellensammlung) Band 3: Deutsches Reich und Protektorat Böhmen und Mähren, September 1939–September 1941, München 2012, ISBN 978-3-486-58524-7, S. 236 f.
19. ↑  Raul Hilberg: Die Vernichtung der europäischen Juden. Band 1, Frankfurt am Main 1990, ISBN 3-596-24417-X, S. 186 f.
20. ↑  Dokument VEJ 3/204 in: Andrea Löw (Bearb.): Die Verfolgung und Ermordung der europäischen Juden durch das nationalsozialistische Deutschland 1933–1945 (Quellensammlung), Band 3: Deutsches Reich und Protektorat Böhmen und Mähren, September 1939–September 1941, München 2012, ISBN 978-3-486-58524-7, S. 504–508.
21. ↑  Andrea Löw (Bearb.): Die Verfolgung und Ermordung der europäischen Juden durch das nationalsozialistische Deutschland 1933–1945 (Quellensammlung), Band 3: Deutsches Reich und Protektorat Böhmen und Mähren, September 1939-September 1941, München 2012, ISBN 978-3-486-58524-7, S. 515 (Dok. VEJ 3/208).
22. ↑  Götz Aly, Wolf Gruner (Hrsg.): Die Verfolgung und Ermordung der europäischen Juden durch das nationalsozialistische Deutschland 1933–1945. Band 3: Deutsches Reich und Protektorat September 1939 – September 1941. München 2012, ISBN 978-3-486-58524-7, Dokumente 202-208, S. 503–516.
23. ↑  Peter Longerich: „Davon haben wir nichts gewusst!“ Die Deutschen und die Judenverfolgung 1933–1945. Siedler Verlag, München 2006, ISBN 3-88680-843-2, S. 163–181, hier: S. 165f. und S. 393, Anmerkung 36.
24. ↑  Berliner Handels-Register 1931, S. 33, Digitalisat
25. ↑  Klaus Geitel: Zum Staunen geboren. Stationen eines Musikkritikers. Berlin: Henschel 2005, S. 12.
26. ↑  Henry Ries: Rolf Geitel, geb.: 1921 in Berlin. Interviews: Januar 1990 und Dezember 1991, Berlin. In ders.: Abschied meiner Generation. Argon, Berlin 1992, S. 185–192, hier S. 186.
27. ↑  Christopher Schwarz: Täter und Opfer. Wie der Rechtsstreit um ein Berliner Geschäftshaus die deutsche Geschichte wiederbelebt. Wirtschaftswoche 52/2000, S. 42–45.
28. ↑  Konrad Kwiet: „Schrei was du kannst“. Der Weg in den Holocaust (III): Brandmarkung durch den „Judenstern“. Der Spiegel 1988/39, S. 142–155, hier S. 150.
29. ↑  Oliver Heilwagen: BEST beflaggt die Welt. In: Die Welt. 3. November 2001 (welt.de [abgerufen am 26. September 2020]).
30. ↑  Michael Sontheimer: NS-Stadtplanung und Holocaust: Vom Modehaus zum Mordlabor. In: Die Tageszeitung: taz. 4. September 2013, ISSN 0931-9085 (taz.de [abgerufen am 27. Januar 2022]).
31. ↑  Saul Friedländer: Das Dritte Reich und die Juden. C. H. Beck, München 2007, ISBN 3-406-56681-2, S. 634.
32. ↑  Wolf Gruner: Judenverfolgung in Berlin 1933–1945. Eine Chronologie der Behördenmaßnahmen in der Reichshauptstadt. Berlin 1996, ISBN 3-89468-238-8, S. 80.
33. ↑  Hans Mommsen, Dieter Obst: Die Reaktion der deutschen Bevölkerung auf die Verfolgung der Juden 1933–1943. In: Hans Mommsen (Hrsg.): Herrschaftsalltag im Dritten Reich. Düsseldorf 1988, ISBN 3-491-33205-2, S. 401.
34. ↑  Peter Longerich: „Davon haben wir nichts gewusst!“. München 2006, S. 181.
35. ↑  Beate Meyer: „Goldfasane“ und „Narzissen“. Die NSDAP im ehemals „roten“ Stadtteil Hamburg-Eimsbüttel. Hamburg 2002, ISBN 3-9808126-3-4, S. 104.
36. ↑  Wolf Gruner: Judenverfolgung in Berlin 1933–1945. Berlin 1996, ISBN 3-89468-238-8, S. 79 bzw. 83.
37. ↑  Wolfgang Benz (Hrsg.): Die Juden in Deutschland, 1933–1945: Leben unter nationalsozialistischer Herrschaft. München 1988, ISBN 3-406-33324-9, S. 618f.
 Joseph Walk (Hrsg.): Das Sonderrecht für die Juden im NS-Staat. 2. Auflage. Heidelberg 1996, ISBN 3-8252-1889-9, schreibt jedoch S. 366 von einem „schwarzen Judenstern“.
38. ↑  Victor Klemperer: LTI – Notizbuch eines Philologen. Leipzig 1975, S. 213.
39. ↑  Victor Klemperer: LTI – Notizbuch eines Philologen. Leipzig 1975, S. 218.
40. ↑  Hugo Rechnitzer: Der Judenstern, abgerufen am 13. Dezember 2015.
41. ↑  Felix-Nussbaum-Werkverzeichnis Nr. 439 (Memento des Originals vom 29. September 2007 im Internet Archive)  Info: Der Archivlink wurde automatisch eingesetzt und noch nicht geprüft. Bitte prüfe Original- und Archivlink gemäß Anleitung und entferne dann diesen Hinweis.
42. ↑  Zitate bei Peter Longerich: „Davon haben wir nichts gewusst!“. München 2006, S. 175.
43. ↑  Adolf Diamant: Chronik der Juden in Dresden: Von den ersten Juden bis zur Blüte der Gemeinde und deren Ausrottung. Agora-Verlag, 1973, ISBN 3-87008-032-9, S. 457.
44. ↑  Heinz Boberach: Überwachungs- und Stimmungsberichte als Quellen für die Einstellung der deutschen Bevölkerung zur Judenverfolgung. In: Ursula Büttner: Die Deutschen und die Judenverfolgung im Dritten Reich. Überarbeitete Neuauflage, Fischer, Frankfurt am Main 2003, ISBN 3-596-15896-6, S. 31–49.
45. ↑  Peter Longerich: „Davon haben wir nichts gewusst!“ München 2006, S. 191 f.
46. ↑  Heinz Boberach (Hrsg.): Meldungen aus dem Reich. Auswahl aus den geheimen Lageberichten des Sicherheitsdienstes der SS 1939–1944. Dtv, München 1968, S. 180.
47. ↑  Erklärung abgedruckt in Ernst L. Ehrlich: Luther und die Juden. In: Heinz Kremers (Hrsg.): Die Juden und Martin Luther. Martin Luther und die Juden. Geschichte, Wirkungsgeschichte, Herausforderung. 2. Auflage. Neukirchener Verlag, Neukirchen-Vluyn 1987, ISBN 3-7887-0751-8, S. 86.
48. ↑  Heinz Boberach (Hrsg.): Meldungen aus dem Reich. Herrsching 1984, ISBN 3-88199-158-1, Band 9, S. 3245–3248 = Bericht Nr. 256 (2. Februar 1942)
49. ↑  Dokument VEJ 6/95 in: Susanne Heim (Bearb.): Die Verfolgung und Ermordung der europäischen Juden … Band 6: Deutsches Reich und Protektorat Böhmen und Mähren Oktober 1941–März 1943. Berlin 2019, ISBN 978-3-11-036496-5, S. 299.
50. ↑  VEJ 4/49.
51. ↑  Harriet Scharnberg: Der gelbe Stern, der blau war. Zur Kennzeichnung der Juden im Generalgouvernement. In: ZfG 63(2015), H. 2, S. 175–179.
52. ↑  Raul Hilberg: Die Vernichtung der europäischen Juden. Band 2. Fischer Taschenbuch Verlag, Frankfurt am Main 1990, S. 366 f.
53. ↑  Dok. VEJ 8/3 und VEJ 8/34 In: Bert Hoppe (Bearb.): Die Verfolgung und Ermordung der europäischen Juden durch das nationalsozialistische Deutschland 1933–1945 (Quellensammlung), Band 8: Sowjetunion mit annektierten Gebieten II. Berlin 2016, ISBN 978-3-486-78119-9, S. 90 und 146f.
54. ↑  Artikel „Kennzeichnung als Juden“, in: Enzyklopädie des Holocaust. Band 2, Piper, München 1998, ISBN 3-492-22700-7, S. 750 f.
55. ↑  VEJ 5/323 in: Katja Happe, Michael Mayer, Maja Peers (Bearb.): Die Verfolgung und Ermordung der europäischen Juden durch das nationalsozialistische Deutschland 1933–1945 (Quellensammlung) Band 5: West- und Nordeuropa 1940–Juni 1942. München 2012, ISBN 978-3-486-58682-4, S. 812/813. Inkrafttreten: 7. Juni 1942.
56. ↑  Artikel „Kennzeichnung als Juden“, Enzyklopädie des Holocaust. S. 752 f.
57. ↑  VEJ 5/193 in: Katja Happe, Michael Mayer, Maja Peers (Bearb.): Die Verfolgung und Ermordung der europäischen Juden durch das nationalsozialistische Deutschland 1933–1945 (Quellensammlung), Band 5: West- und Nordeuropa 1940–Juni 1942. München 2012, ISBN 978-3-486-58682-4, S. 510 f.
58. ↑  Katja Happe, Michael Mayer, Maja Peers (Bearb.): Die Verfolgung und Ermordung der europäischen Juden …. S. 56 sowie VEJ 5/196, S. 516 f.
59. ↑  siehe Dokument VEJ 5/130.
60. ↑  VEJ 5/133 in: Katja Happe, Michael Mayer, Maja Peers (Bearb.): Die Verfolgung und Ermordung der europäischen Juden durch das nationalsozialistische Deutschland 1933–1945 (Quellensammlung), Band 5: West- und Nordeuropa 1940–Juni 1942. München 2012, ISBN 978-3-486-58682-4, S. 372 f.
61. ↑  Katja Happe, Michael Mayer, Maja Peers (Bearb.): Die Verfolgung und Ermordung der europäischen Juden durch das nationalsozialistische Deutschland 1933–1945. Band 5: West- und Nordeuropa 1940–Juni 1942. München 2012, ISBN 978-3-486-58682-4, S. 57.
62. ↑  Artikel „Dänemark“, Enzyklopädie des Holocaust. Band I, 1998, S. 307 f.
63. ↑  Enzyklopädie des Holocaust, Band 2, München 1998, S. 753.
64. ↑  Dokument VEJ 14/227 und VEJ 14/229 in: Sara Berger u. a. (Bearb.): Die Verfolgung und Ermordung der europäischen Juden durch das nationalsozialistische Deutschland 1933–1945 (Quellensammlung), Band 14: Besetztes Südosteuropa und Italien. Berlin 2017, ISBN 978-3-11-055559-2, S. 566.
65. ↑  oder Curt
66. ↑  Stratos N. Dordanas und Vaios Kalogrias: Die jüdische Gemeinde von Thessaloniki 1941–1944. S. 105ff. In: PaRDeS – Zeitschrift der Vereinigung für Jüdische Studien e. V. Heft 17 (2011), Universitätsverlag Potsdam.
67. ↑  Vgl. auch Wolfgang Benz, Barbara Distel (Hrsg.): Der Ort des Terrors. Geschichte der nationalsozialistischen Konzentrationslager. Band 9: Arbeitserziehungslager, Ghettos, Jugendschutzlager, Polizeihaftlager, Sonderlager, Zigeunerlager, Zwangsarbeiterlager. C. H. Beck, München 2009, ISBN 978-3-406-57238-8, S. 41.
68. ↑  Götz Nordbruch: Tunesien. In: Wolfgang Benz (Hrsg.): Handbuch des Antisemitismus, Band I: Länder und Regionen. 2008, S. 376.
69. ↑  Sheryl Ochayon: Die Jüdinnen und Juden von Algerien, Marokko und Tunesien, Fn. 18 (Internationale Schule für Holocaust-Studien)
70. ↑  Israel Gutman u. a. (Hrsg.): Enzyklopädie des Holocaust. München und Zürich 1995, ISBN 3-492-22700-7, Band 2, S. 752.
71. ↑  Hubert Schneider: Die „Entjudung“ des Wohnraums – „Judenhäuser“ in Bochum. Die Geschichte der Gebäude und ihrer Bewohner. Münster 2010, ISBN 978-3-643-10828-9, S. 162, 164 u. a.
72. ↑  Verschwörung, Extremismus und Judensterne: Die Querdenker-Gruppen sind sich einig – in antisemitischen Stereotypen. Der Tagesspiegel, 4. April 2021, abgerufen am 21. November 2021.
73. ↑  Corona-Demonstrationen: München verbietet gelben Stern als Protestzeichen. spiegel.de, 1. Juni 2020, abgerufen am 21. November 2021.
74. ↑  Wiesbaden verbietet Impfgegnern „Judenstern“ auf Demos. www.allgemeine-zeitung.de, 24. Juli 2020, abgerufen am 21. November 2021.
75. ↑  „Judenstern“ auf Corona-Demonstrationen: Antisemitismusbeauftragter fordert Verbot. focus.de, 7. Mai 2021, abgerufen am 21. November 2021.
76. ↑  OLG Frankfurt, Urteil vom 13. Februar 2023, Az. 1 Ss 166/22.
77. ↑  OLG Braunschweig, Urteil vom 7. September 2023, Az. 1 ORs 10/23.
78. ↑  BayObLG, Beschluss vom 25. Juni 2020, Az. 205 StRR 240/20.
79. ↑  BVerfG, Beschluss vom 21. September 2021, Az. 1 BvR 1787/20.
80. ↑  EGMR, Entscheidung vom 5. September 2022, Az. 1854/22, NJW 2023, 1929.